# Aksel Nõmmela
Aksel Nõmmela (Tallinn, 22 de octubre de 1994) es un ciclista estonio.

## Palmarés
2017
- 1 etapa del Triptyque des Monts et Châteaux

2018
- Gran Premio Albert Fauville-Baulet[1]